# Antonio Bandini Buti
Antonio Bandini Buti (Castiglione di Ravenna, 9 maggio 1895 – Milano, 23 marzo 1967) è stato un giornalista italiano, padre di Alberto Bandini Buti e di Luigi Bandini Buti.

## Biografia
Dal 1920 al 1923 fu direttore successivamente dei settimanali repubblicani «La Libertà» di Ravenna, «L'Emancipazione» di Trieste, «La Riscossa» di Treviso. 
Stabilitosi a Milano nel 1924, fu redattore del quotidiano Il Secolo fino al 1927, allorché questo quotidiano si fuse con «La Sera». Dal 1928 al 1949, fu redattore delle riviste del Touring Club Italiano «Le Vie d'Italia» e «Le Vie del Mondo». Assunse poi nel 1949 la direzione del nuovo settimanale «Auto Commercio» trasformatosi poi in «Auto Illustrazione». Passò poi alla Editoriale Domus come redattore capo di «Quattroruote», rivista di automobilismo. Fu infine direttore della rivista «Amicizia». 
Dal 1959 fu segretario del Premio della Notte di Natale, fondato da Angelo Motta. 
Pubblicò nel 1968 il romanzo autobiografico La strada morta, nel quale vengono narrati episodi della sua famiglia e della sua infanzia a Castiglione di Ravenna.
Nel 1973 fu a lui intitolata la via in cui si trova la sua casa natale.

## Onorificenze
Commendatore dell'Ordine della Repubblica Italiana, ha combattuto nelle due guerre mondiali, rispettivamente nel Medio Isonzo e in Albania in qualità di maggiore d'artiglieria di complemento.